# فلوريد البيريليوم
 فلوريد البيريليوم  مركب كيميائي له الصيغة BeF2، ويكون على شكل بلورات عديمة اللون.

## التحضير
يحضر مركب فلوريد البيريليوم من التفكك الحراري لمركب رباعي فلورو بيريلات الأمونيوم عند الدرجة 900°س. هذا المعقد يتشكل من تفاعل أكسيد البيريليوم مع فلوريد الأمونيوم.
{\displaystyle \mathrm {(NH_{4})_{2}BeF_{4}\ {\xrightarrow {\Delta }}\ BeF_{2}\ +\ 2\ NH_{3}\ +\ 2\ HF} }

## الخواص
- تتسيل بلورات مركب فلوريد البيريليوم بتماسها مع الهواء، وهي منحلة بشكل جيد في الماء، إلا أن انحلاليتها ضعيفة في الكحول.
- لمركب فلوريد البيريليوم بنية خطية، يمكن من خلالها أن يشكل متعدد فلوريد البيريليوم خطي الذي وحدته الأساسية عبارة عن رباعي وجوه.

## الاستخدامات
- يستخدم هذا المركب بشكل أساسي كمادة بادئة لتحضير البيريليوم، حيث يتم اختزال (إرجاع) هذا المركب بالمغنسيوم عند 1300°س.

{\displaystyle \mathrm {BeF_{2}+\ Mg\longrightarrow \ Be+\ MgF_{2}} }
- له تطبيقات أخرى في صناعة الزجاج وفي المفاعلات النووية.